# Bibi Blocksberg (Film)
Bibi Blocksberg ist ein deutscher Kinderfilm aus dem Jahr 2002. Wie Bibi Blocksberg und das Geheimnis der blauen Eulen basiert er auf den Charakteren der Kinderhörspielserie Bibi Blocksberg.

## Handlung
Der 12-jährigen Junghexe Bibi Blocksberg soll aufgrund ihrer besonderen Verdienste bei der Rettung zweier Kinder vor dem Flammentod vom Hexenrat die Hexenkugel verliehen werden, die man eigentlich erst mit 15 bekommt. Natürlich sind Bibi und ihre Mutter Barbara Blocksberg mächtig stolz. Ihr Vater Bernhard Blocksberg hingegen steht dem ganzen eher kritisch gegenüber, da er bei der Arbeit schief angesehen wird, weil er zwei Hexen in seiner Familie hat.
Trotzdem lassen sich die beiden Hexen die Freude an der Verleihungszeremonie auf dem Blocksberg nicht verderben. Die böse Hexe Rabia aber neidet Bibi den Erfolg. Ihrer Meinung nach sollte eine Hexe, die in der rein menschlichen, also nicht-hexischen Gesellschaft aufwächst, nicht die Ehre erhalten, die Hexenkugel verliehen zu bekommen und lässt Bibis Kugel absichtlich fallen und muss stattdessen ihre Hexenkugel an Bibi geben. In Rabias Hexenkugel steckt aber die Formel für einen gestohlenen Zaubertrank, der ewige Jugend verspricht, und ohne die Formel kann Rabia den Zaubertrank nicht zubereiten.
Daraufhin schwört Rabia Rache an der Familie Blocksberg. Sie sorgt zunächst dafür, dass Bernhard Blocksberg fast seine Arbeit verliert. Deswegen bittet dieser seine Frau und seine Tochter, der Hexerei abzuschwören. Diese willigen schließlich ein, was Rabias Plan war, denn sie geht davon aus, dass die Hexenkugel wieder in ihren Besitz übergeht, wenn Bibi keine Hexe mehr ist.
Was Rabia aber nicht wusste, war, dass die Kugeln von der Hexerei Abschwörenden in Lava aufgelöst werden. Das erfährt sie auch erst, als man Barbaras Kugel, Besen und Hexenbuch zerstört. Anschließend wird Barbara, nun als normaler Mensch, zu ihrem Mann gezaubert. Bibi, die vorher von Rabia auf der Toilette eingesperrt wurde und die Zeremonie um Barbara verpasst hatte, entschließt sich, doch nicht abzuschwören und saust auf ihrem Besen davon.
Daraufhin nimmt Rabia Bibis Eltern gefangen, um die Kugel von Bibi zu erpressen, wird jedoch rechtzeitig von den anderen Hexen aufgehalten. Der Hexenrat bannt das Rezept für das Jugendelixier auf ein Pergament, zerstört anschließend die Kugel und gibt Barbara ihre Kräfte wieder zurück. Bibi und Barbara bekommen neue Kugeln, die zuvor einem bekannten Mutter-Tochter-Paar gehört haben.
Rabia wird als Strafe für den Diebstahl des Jugendzaubers und für die Taten an den Blocksbergs für fünf Jahre in ein Moor verbannt.

## Kritiken
„Ereignisreich-turbulente Verfilmung des erfolgreichen Kinderbuch- und Hörspiel-Klassikers, die ihre Zielgruppe solide unterhält. Dennoch wird das vertraute Programm mit allzu großer Routine abgespult, wobei es der Film vor allem nicht versteht, die positiv besetzten Charaktere mit Leben zu beseelen.“

## Besonderheiten
Der Film Bibi Blocksberg war der erfolgreichste deutschsprachige Film im Jahr 2002.
Im Jahr 2004 folgte die Fortsetzung Bibi Blocksberg und das Geheimnis der blauen Eulen.
Die Luftaufnahmen am Anfang und Ende des Films zeigen die Altstadt von Nördlingen.
Die Außenaufnahmen im fiktiven „Neustadt“ wurden dagegen in Freising gedreht.
Die Video-Veröffentlichung wurde für 550.000 verkaufte Einheiten mit 11× Platin ausgezeichnet.
Der 2. Preis des Chicago International Childrens Film Festival 2003 für: Live-Action Feature Film ging an Bibi Blocksberg.